# 525-й лёгкий артиллерийский полк
Не следует путать с 525-м артиллерийским полком ПТО формирования 1941 года
525-й лёгкий артиллерийский полк - воинское подразделение Вооружённых Сил СССР в Великой Отечественной войне.

## История
Полк формируется с января 1942 года как 525-й артиллерийский полк противотанковой обороны.
В составе действующей армии с 02.03.1942 по 09.05.1945 года
После формирования вошёл в состав Московской зоны обороны, затем направлен на Брянский фронт, весной 1942 года переименован в 525-й лёгкий артиллерийский полк, 01.07.1942 года переименован в 525-й истребительно-противотанковый артиллерийский полк. Вёл боевые действия на левом берегу реки Дон южнее Воронежа.
Осенью 1942 года отведён в тыл, включён в состав 5-й танковой армии, принял участие в Сталинградской битве. В ноябре 1942 года включён в 7-ю артиллерийскую дивизию, вновь переименован в 525-й лёгкий артиллерийский полк, в феврале 1943 сведён с другими подразделениями в 11-ю лёгкую артиллерийскую бригаду.
- О боевом пути полка смотри статью 11-я лёгкая артиллерийская бригада
- О боевом пути полка смотри статью 7-я артиллерийская дивизия

## Полное наименование
- 525-й лёгкий артиллерийский полк

## Подчинение
| Дата            | Фронт (округ)            | Армия                 | Корпус | Дивизия                    | Бригада                            | Примечания |
| --------------- | ------------------------ | --------------------- | ------ | -------------------------- | ---------------------------------- | ---------- |
| 01.02.1942 года | Московский военный округ | -                     | -      | -                          | -                                  | -          |
| 01.03.1942 года | Московский военный округ | -                     | -      | -                          | -                                  | -          |
| 01.04.1942 года | Московская зона обороны  | -                     | -      | -                          | -                                  | -          |
| 01.05.1942 года | Брянский фронт           | 40-я армия            | -      | -                          | -                                  | -          |
| 01.06.1942 года | Брянский фронт           | 40-я армия            | -      | -                          | -                                  | -          |
| 01.07.1942 года | Брянский фронт           | 40-я армия            | -      | -                          | -                                  | -          |
| 01.08.1942 года | Воронежский фронт        | 40-я армия            | -      | -                          | -                                  | -          |
| 01.09.1942 года | Воронежский фронт        | 40-я армия            | -      | -                          | -                                  | -          |
| 01.10.1942 года | Воронежский фронт        | 40-я армия            | -      | -                          | -                                  | -          |
| 01.11.1942 года | Юго-Западный фронт       | 5-я танковая армия    | -      | -                          | -                                  | -          |
| 01.12.1942 года | Юго-Западный фронт       | 5-я танковая армия    | -      | 7-я артиллерийская дивизия | -                                  | -          |
| 01.01.1943 года | Юго-Западный фронт       | 1-я гвардейская армия | -      | 7-я артиллерийская дивизия | -                                  | -          |
| 01.02.1943 года | Юго-Западный фронт       | 3-я гвардейская армия | -      | 7-я артиллерийская дивизия | -                                  | -          |
| 01.03.1943 года | Юго-Западный фронт       | -                     | -      | 7-я артиллерийская дивизия | 11-я лёгкая артиллерийская бригада | -          |
| 01.04.1943 года | Юго-Западный фронт       | 1-я гвардейская армия | -      | 7-я артиллерийская дивизия | 11-я лёгкая артиллерийская бригада | -          |
| 01.05.1943 года | Юго-Западный фронт       | 1-я гвардейская армия | -      | 7-я артиллерийская дивизия | 11-я лёгкая артиллерийская бригада | -          |
| 01.06.1943 года | Юго-Западный фронт       | 1-я гвардейская армия | -      | 7-я артиллерийская дивизия | 11-я лёгкая артиллерийская бригада | -          |
| 01.07.1943 года | Юго-Западный фронт       | 1-я гвардейская армия | -      | 7-я артиллерийская дивизия | 11-я лёгкая артиллерийская бригада | -          |
| 01.08.1943 года | Юго-Западный фронт       | 1-я гвардейская армия | -      | 7-я артиллерийская дивизия | 11-я лёгкая артиллерийская бригада | -          |
| 01.09.1943 года | Юго-Западный фронт       | -                     | -      | 7-я артиллерийская дивизия | 11-я лёгкая артиллерийская бригада | -          |
| 01.10.1943 года | Юго-Западный фронт       | -                     | -      | 7-я артиллерийская дивизия | 11-я лёгкая артиллерийская бригада | -          |
| 01.11.1943 года | 4-й Украинский фронт     | 3-я гвардейская армия | -      | 7-я артиллерийская дивизия | 11-я лёгкая артиллерийская бригада | -          |
| 01.12.1943 года | 4-й Украинский фронт     | 3-я гвардейская армия | -      | 7-я артиллерийская дивизия | 11-я лёгкая артиллерийская бригада | -          |
| 01.01.1944 года | 4-й Украинский фронт     | 3-я гвардейская армия | -      | 7-я артиллерийская дивизия | 11-я лёгкая артиллерийская бригада | -          |
| 01.02.1944 года | 4-й Украинский фронт     | 3-я гвардейская армия | -      | 7-я артиллерийская дивизия | 11-я лёгкая артиллерийская бригада | -          |
| 01.03.1944 года | 3-й Украинский фронт     | -                     | -      | 7-я артиллерийская дивизия | 11-я лёгкая артиллерийская бригада | -          |
| 01.04.1944 года | 3-й Украинский фронт     | -                     | -      | 7-я артиллерийская дивизия | 11-я лёгкая артиллерийская бригада | -          |
| 01.05.1944 года | 3-й Украинский фронт     | -                     | -      | 7-я артиллерийская дивизия | 11-я лёгкая артиллерийская бригада | -          |
| 01.06.1944 года | 3-й Украинский фронт     | 5-я ударная армия     | -      | 7-я артиллерийская дивизия | 11-я лёгкая артиллерийская бригада | -          |
| 01.07.1944 года | Карельский фронт         | 7-я армия             | -      | 7-я артиллерийская дивизия | 11-я лёгкая артиллерийская бригада | -          |
| 01.08.1944 года | Карельский фронт         | 7-я армия             | -      | 7-я артиллерийская дивизия | 11-я лёгкая артиллерийская бригада | -          |
| 01.09.1944 года | 3-й Украинский фронт     | -                     | -      | 7-я артиллерийская дивизия | 11-я лёгкая артиллерийская бригада | -          |
| 01.10.1944 года | 2-й Украинский фронт     | 46-я армия            | -      | 7-я артиллерийская дивизия | 11-я лёгкая артиллерийская бригада | -          |
| 01.11.1944 года | 2-й Украинский фронт     | 46-я армия            | -      | 7-я артиллерийская дивизия | 11-я лёгкая артиллерийская бригада | -          |
| 01.12.1944 года | 2-й Украинский фронт     | 46-я армия            | -      | 7-я артиллерийская дивизия | 11-я лёгкая артиллерийская бригада | -          |
| 01.01.1945 года | 3-й Украинский фронт     | -                     | -      | 7-я артиллерийская дивизия | 11-я лёгкая артиллерийская бригада | -          |
| 01.02.1945 года | 3-й Украинский фронт     | -                     | -      | 7-я артиллерийская дивизия | 11-я лёгкая артиллерийская бригада | -          |
| 01.03.1945 года | 3-й Украинский фронт     | -                     | -      | 7-я артиллерийская дивизия | 11-я лёгкая артиллерийская бригада | -          |
| 01.04.1945 года | 3-й Украинский фронт     | -                     | -      | 7-я артиллерийская дивизия | 11-я лёгкая артиллерийская бригада | -          |
| 01.05.1945 года | 3-й Украинский фронт     | -                     | -      | 7-я артиллерийская дивизия | 11-я лёгкая артиллерийская бригада | -          |

## Воины полка — Герои Советского Союза
| Награда | Ф. И. О.                 | Должность        | Звание            | Дата       | Примечания |
| ------- | ------------------------ | ---------------- | ----------------- | ---------- | ---------- |
|         | Засорин, Иван Михайлович | командир батареи | старший лейтенант | 24.03.1945 |            |
|         | Мохов, Михаил Иванович   | командир батареи | капитан           | 24.03.1945 |            |